# Aktal
Aktal (en altaï méridional : Ак-Тал, Ak-Tal, en russe : Актал, en kazakh : Ақтал) est un village du raïon de Koch-Agatch dans la république de l'Altaï en Russie. Il fait partie de l'établissement rural kazakh, et est peuplée de Kazakhs. Sa population s'élevait à 14 habitants au recensement de 2021.

## Géographie
Le village de Aktal se situe dans la république de l'Altaï, une république de Sibérie méridionale, en Russie. Il fait partie du district fédéral sibérien, et le village se trouve à 300 km au sud-est de Gorno-Altaïsk, la capitale de la république et à 700 km au nord-est de Novossibirsk. Le village fait partie du raïon de Koch-Agatch, le plus méridional des raïons de la république, qui compte 16 localités avec Koch-Agatch comme centre administratif, à 18 km au sud-est.
Aktal, comme toute la république de l'Altaï, est située dans le fuseau horaire MSK+4 (heure de Krasnoïarsk. Le décalage horaire appliqué par rapport au temps universel coordonné est +07:00.

## Histoire
D'après liste des lieux peuplés du territoire sibérien de 1928, le village a été fondé en 1914.

## Démographie
Recensements (*) et estimations de la population,,:
| 2002* | 2010* | 2012 | 2013 |
| ----- | ----- | ---- | ---- |
| 7     | 12    | 10   | 8    |

| 2014 | 2015 | 2016 | 2021* |
| ---- | ---- | ---- | ----- |
| 7    | 7    | 3    | 14    |

En 2002, sur les 7 habitants, il y avait 100 % de Kazakhs.